# Pallacanestro Gallaratese
La Pallacanestro Gallaratese è stata una società di pallacanestro di Gallarate, in provincia di Varese, attiva in ambito nazionale negli anni quaranta e cinquanta.
Ha preso parte a sei campionati di massima serie maschile e il massimo risultato è stato il quarto posto del 1948-'49. Attualmente, la società principale del comune varesotto è l'A. Dil. BasketBall Gallarate, che milita in Serie B.

## Storia

### Gli anni ’40 e ’50 – Gli albori
Il basket a Gallarate vanta radici profonde. Nell’immediato dopo guerra la squadra di Gallarate milita nel massimo campionato nazionale, allora il Campionato di I Divisione, assieme a rappresentative di città ben più grandi ed importanti come Milano, Varese, Torino, Bologna, Trieste e Venezia. Sono anni nei quali a Gallarate il basket si gioca all’aperto, nell’area di Via Sommariva (dietro l’attuale Biblioteca Civica) ed i primi colori sociali sono il bianco ed il blu. Nella stagione 1946-47 la squadra sfiora l’accesso alle semifinali qualificandosi terza nel girone eliminatorio mentre l’anno successivo (1947-48) si classifica al quinto posto del girone di qualificazione. Andò meglio nel 1948-49, il primo vero campionato nazionale formato da 12 squadre con partite di andata e ritorno: Gallarate si piazzerà al quarto posto al termine della stagione, subito dietro a Bologna, Varese e Milano; questo resterà il miglior risultato in assoluto nella storia della società. Nella stagione 1949-50 retrocede in serie B ma si riscatta prontamente l’anno successivo ritornando nel massimo campionato nazionale. Nel 1951-52 finisce ottava mentre la stagione successiva (1952-1953), conclusa al dodicesimo posto, sarà l’ultima in serie A. Nel campionato 1953-54 la squadra Gallaratese si classifica quinta nel girone A della serie B. Il girone viene vinto la stagione successiva (1954-55) garantendo alla squadra il diritto di partecipare alle finali per la promozione al «girone di eccellenza» (in quel periodo la massima serie nazionale). La disputa si concluse con la promozione di Roma e Bologna mentre la Gallaratese restò in serie A. Nel 1955 il sodalizio, allora presieduto da Pietro Ruggeri, stabilì un accordo di sponsorizzazione con le Fonderie Filiberti: nacque così la Pallacanestro-Argo. Ciò nonostante i risultati faticarono ad arrivare tanto che la squadra retrocesse in serie B prima ed in serie C poi. Nel 1958 la mancanza di risorse e di risultati indussero il neoeletto presidente Victor Nicoletti ed il Consiglio in carica a sciogliere la società.Gallarate ha preso parte al primo campionato di serie A (1946-47) formato da 41 squadre suddivise in 9 gironi. Fu inserita nel primo di questi assieme ad Alessandria, Milano, Torino e Varese classificandosi terza e mancando per poco la partecipazione alle semifinali a cui parteciparono le prime due di ogni girone più tre fra le seconde. L'anno successivo (1947-48) i gironi furono ridotti a 2 di 8 squadre ciascuno: inserita nel primo di questi assieme a Bari, Porto San Giorgio, San Giusto Trieste, Ginnastica Triestina, Gradisca, Milano e Venezia si classifica al quinto posto.
Andò meglio nel 1948-49, il primo vero campionato nazionale formato da 12 squadre con partite di andata e ritorno. Gallarate si piazzerà al quarto posto al termine della stagione, subito dietro a Bologna, Varese e Milano. Ben diverso il campionato successivo (1949-50) in cui piazzandosi al dodicesimo posto, retrocede assieme a Napoli, Torino e Trieste. Dopo una sola stagione, riesce a ritornare nel massimo campionato piazzandosi all'ottavo posto nel 1951-52 ma retrocedendo di nuovo al termine della stagione successiva assieme a Napoli. In questi campionati, il campo di gioco era all'aperto in via Sommaria.
Anche per la mancanza di un vero e proprio palazzetto al coperto e la difficoltà di reperimento di finanziatori, la società decise di rinunciare all'iscrizione per quasi un ventennio, fintanto che nei primi anni settanta un gruppo nutrito di ex giocatori ricostituì la società che ha continuato l'attività fino alla fine degli anni ottanta. Ancora problemi economici costringono la società a ripartire dai campionati inferiori, riuscendo a risalire grazie a un gruppo di giovani.
Anni '70 e '80- Rinascita, crisi e ripartenza